# Saline di Volterra
Saline di Volterra è una frazione del comune italiano di Volterra, nella provincia di Pisa, in Toscana.
Si trova all'incrocio della strada regionale 68, che collega Cecina a Poggibonsi passando per Volterra, con la strada regionale 439, che collega Pietrasanta con Follonica.

## Storia
L'importanza del territorio di Saline deriva dalla presenza di sorgenti d'acqua salata, dette moie, per la produzione di sale.
Verosimilmente le sorgenti furono sfruttate sin dall'epoca etrusca, ma una delle prime notizie storiche risale al 981, quando Ottone II di Sassonia chiamò in Germania alcuni salinatori di Volterra per insegnare agli abitanti di Halle la tecnica di lavorazione del sale.
All'epoca le moie appartenevano al vescovo di Volterra; solo verso il XIII secolo il comune di Volterra cominciò ad acquisire i diritti sullo sfruttamento delle sorgenti, tanto da imporre ben presto un vero e proprio monopolio.
Dopo il 1472 le saline furono acquisite dal comune di Firenze, che, nelle stesso anno, le restituì ai volterrani dietro il pagamento di un gravoso canone annuo.
Prima del XVII secolo la maggior parte delle moie distanti da Volterra fu chiusa e l'attività si concentrò soprattutto nel territorio di Saline.
Nel 1636 la gestione delle stesse venne regolamentata da un trattato tra il comune di Volterra e l'amministrazione del Granducato di Toscana.
Successivamente, verso il 1787-1790, il granduca Pietro Leopoldo decretò la costruzione di nuovi stabilimenti per la produzione del sale; assieme alle fabbriche sorsero una chiesa e altri edifici annessi, che, di fatto, diedero vita alla comunità di Saline di Volterra.
Nelle saline, intitolate a San Leopoldo, vennero convogliate le acque di sei pozzi situati nei dintorni, e il lavoro fu organizzato secondo un modello industriale di tipo inglese.
Con l'invasione napoleonica, le saline, che fino ad allora erano state date in gestione alla città di Volterra, passarono alla Regia Imperiale dei Sali e dei Tabacchi.
Nel 1816, con la Restaurazione granducale, furono affidate all'amministrazione statale, che pagò un indennizzo al governo della città.
Con l'unificazione d'Italia, le saline passarono allo Stato.
Nel 1863, per favorire i collegamenti tra le fabbriche e la costa, fu inaugurata la linea ferroviaria Cecina-Volterra.
Durante la seconda guerra mondiale le saline furono distrutte, ma la produzione riprese nell'immediato dopoguerra.
Tuttavia, nel tempo, la produzione subì un rapido declino: con l'Azienda tabacchi italiani nel 1970 le saline contavano 524 dipendenti per una produzione annua di oltre un milione di quintali di sale; nei primi anni novanta i dipendenti si attestavano sulle 180 unità, con una produzione di circa 800.000 quintali.

## Monumenti e luoghi d'interesse
Gli stabilimenti delle Saline sono la principale attrazione turistica della località. Di particolare interesse è il padiglione progettato da Pier Luigi Nervi, che ospita la Cascata di Sale. All'interno dello stabilimento è stato allestito il Museo delle Saline, che ripercorre la lunga storia dell'estrazione del sale di Toscana.  
Sempre nell'ambito della Salina di Stato, è meritevole di attenzione il Palazzo dell'Orologio che fu costruito nel 1790 per ospitare le abitazioni dei dipendenti e subì ulteriori ampliamenti nei primi decenni dell'Ottocento. 
Di epoca coeva è la chiesa dei Santi Pietro e Leopoldo, che fu tuttavia ingrandita e dotata di un moderno campanile in cemento armato intorno al 1968.